# 海氏鈎齒脂鯉
海氏鈎齒脂鯉，為輻鰭魚綱脂鯉目脂鯉亞目脂鯉科的其中一個種，分布於南美洲委內瑞拉馬拉開波湖流域，體長可達6.3公分，棲息在底中層水域，屬雜食性，生活習性不明。

## 扩展阅读
維基物種上的相關：海氏鈎齒脂鯉